# Irina Privalova
Irina Privalova, de soltera Irina Sergéieva, (en rus: Ирина Привалова) (Malakhovka, Unió Soviètica 1968) és una atleta russa, que destacà tant en proves de velocitat com de mitjana distància.

## Biografia
Va néixer el 22 de novembre de 1968 a la ciutat de Malakhovka, suburbi de la ciutat de Moscou, una població que en aquells moments estava situada a la República Socialista Federada Soviètica de Rússia (Unió Soviètica) i que avui dia està a la Federació Russa.

## Carrera esportiva
Va participar, als 23 anys, en representació de l'Equip Unificat en els Jocs Olímpics d'Estiu de 1992 celebrats a Barcelona (Catalunya), on va aconseguir guanyar la medalla de plata en la prova de relleus 4x100 metres i la medalla de bronze en la prova dels 100 metres llisos pel darrere de la nord-americana Gail Devers i la jamaicana Juliet Cuthbert. Així mateix participà en la prova dels 200 metres llisos, on finalitzà quarta i aconseguí així un diploma olímpic.
En els Jocs Olímpics d'Estiu de 1996 realitzats a Atlanta (Estats Units), i ja sota representació russa, finalitzà quarta en la prova dels relleus 4x100 metres i fou eliminada a semifinals dels 100 metres llisos i quarts de final dels 200m. llisos.
En els Jocs Olímpics d'Estiu de 2000 realitzats a Sydney (Austràlia) deixà les proves de velocitat per centrar-se en proves de mitjana distància i tanques, guanyant la medalla d'or en els 400 metres tanques i la medalla de bronze en els relleus 4x400 metres.
Al llarg de la seva carrera ha guanyat sis medalles en el Campionat del Món d'atletisme, entre elles una medalla d'or; cinc medalles en el Campionat del Món d'atletisme en pista coberta, entre elles tres medalles d'or; i sis medalles en el Campionat d'Europa de l'especialitat, entre elles tres medalles d'or. L'any 1994 fou nomenada millor atleta europea de l'any.

### Millors marques
| Prova            | Temps          | Lloc                     | Data                   |
| ---------------- | -------------- | ------------------------ | ---------------------- |
| 100 m. llisos    | 10.77 segons   | Lausana (Suïssa)         | 6 de juliol de 1994    |
| 200 m. llisos    | 21.87 segons   | Mònaco (Mònaco)          | 25 de juliol de 1995   |
| 400 m. llisos    | 49.89 segons   | Moscou (Rússia)          | 30 de juliol de 1993   |
| 800 metres       | 2.09.40 minuts | Moscou (Rússia)          | 27 de juliol de 2003   |
| 100 m. tanques   | 13.56 segons   | Melbourne (Austràlia)    | 2 de març de 2000      |
| 400 m. tanques   | 53.02 segons   | Sydney (Austràlia)       | 27 de setembre de 2000 |
| Salt d'alçada    | 1,72 metres    |                          |                        |
| Salt de llargada | 6,45 metres    | Tallinn (Unió Soviètica) | 23 de juny de 1984     |

| Prova            | Temps        | Lloc                    | Data                 |
| ---------------- | ------------ | ----------------------- | -------------------- |
| 50 m. llisos     | 5.96 segons  | Madrid (Espanya)        | 9 de febrer de 1995  |
| 60 m. llisos     | 6.92 segons  | Madrid (Espanya)        | 11 de febrer de 1993 |
| 200 m. llisos    | 22.10 segons | Liévin (Suïssa)         | 19 de febrer de 1995 |
| 400 m. llisos    | 50.23 segons | Barcelona (Catalunya)   | 12 de març de 1995   |
| 60 m. tanques    | 8.16 segons  | Moscou (Rússia)         | 27 de gener de 2000  |
| Saut de llargada | 6,48 m       | Berlin (RFA)            | 23 de febrer de 1985 |
| Triple salt      | 13,72 m      | Moscou (Unió Soviètica) | 26 de febrer de 1989 |